# しらいえこ
しらい えこ（Eko Shirai・1979年9月28日- ）は、福岡県を拠点に活動するフリーランスのタレントである。2014年8月には子づれde行きたいフレンチレストラン LE HUIT CINQをオープン！2016年8月、H.C.HARBOR　by　LE HUIT CINQとして移転拡大オープン。
鹿児島県出身、血液型O型、てんびん座。愛称はえこにゃん。

## 来歴・人物
- 愛知県の私立高校を卒業後、短期大学を卒業したのち来福。元々はスカウトがきっかけでタレントになった。
- 2000年より福岡・大分などでバラエティ番組を中心にテレビ番組出演する。
- 2004年 - 2006年は日本で最も有名な耐久レース『スーパー耐久シリーズ』にてレースクイーンも務める。
- 2007年9月、自身の誕生日を機に本当の年齢を公表した[1]。
- 2010年10月9日、自身のブログで2008年に一般男性と結婚したことを明かした[2]。2013年12月24日、第一子となる男児を出産[3]。
- 2015年7月13日、第二子となる女児を出産。

## 過去の出演番組
TNC
- ピィース!
- Blue Film―大名3丁目光荘

FBS
- ラーメン総選挙
- ナイトシャッフル（2007年4月 - ）

RKB
- ピーチーズの@お気に入り

KBC
- ドォーモ
- ミッドナイトホークス

CROSS FM
- CINEMA CAFE（2007年4月 -、金曜日15:00〜15:30）

2008年4月以降は『Various melody』に内包（金曜日15:00頃〜）
- CROSS POWER CAST（2006年4月 - 2007年3月、火曜日10:30〜15:30）

RKBラジオ
- しらいえこ エコロジカルワールド（2011年4月　-　2012年3月、金曜日21:00〜23:20）
- イケイケ! ラジオシティ!（RKBラジオ）・土18:00〜20:30、ホークス戦中継延長の場合は時間短縮。2012年4月〜2014年3月）

## 過去の仕事（テレビ・ラジオ以外）

### CM
- サイバック
- ミュウコーポレーション
- アプロ
- ACジャパン（旧・公共広告機構）

### ナレーション
- トヨタ　ラクティス
- NTTDoCoMo703iμ
- マリノアシティ
- ココストア
- しろ
- アミュプラザ

### 雑誌
- RX-7 Magazine
- GAL'S PARADISE
- サブラ

### レースクイーン
- MAKERS RACING Lady

スーパー耐久シリーズにてMAKERS RACING Ladyを3年務め、全国各地にて活躍。どこに行ってもえこ節は健在で、博多弁がチャームポイントとなっていた。